# Model powstania innowacji J. Schmooklera
Model powstania innowacji J. Schmooklera – model opisujący kreowanie nowych osiągnięć naukowych w oparciu o koncepcję popytową. Koncepcja popytowa głosi, że głównym czynnikiem tworzącym innowacje są potrzeby, których rozpoznanie, a następnie przekazanie informacji o ich istnieniu z rynku do placówek naukowo-badawczych, powoduje rozpoczęcie procesu tworzenia nowych wyrobów, technologii i usług.
W modelu zbudowanym przez Schmooklera wyznaczono cztery sposoby zaspokajania popytu rynkowego będącego pierwotnym czynnikiem tworzenia nowych wyrobów. Pierwszy prowadzi do zaspokojenia popytu z użyciem istniejących urządzeń, drugi - z użyciem istniejących technik, a także przez inwestowanie w urządzenia dodatkowe. Dwa pozostałe sposoby są właściwie ścieżkami innowacyjnymi, różnią się między sobą jedynie pod względem inwestycji w dziedzinie badań i rozwoju. Schmookler sugeruje, że wiedza techniczna rozwija się przede wszystkim w kierunkach określonych przez potrzeby człowieka. Głównym czynnikiem przesądzającym o pojawieniu się nowego produktu nie musi być pomysł samego wynalazku czy innowacji, może nim być także rozwój potencjalnego popytu na takie rozwiązanie.